# Parti travailliste croisade populaire
Le Partido Laboral Krusada Popular (Parti travailliste croisade populaire) est un parti politique de Curaçao. Il est membre observateur de la COPPPAL.